# Michel Peyramaure

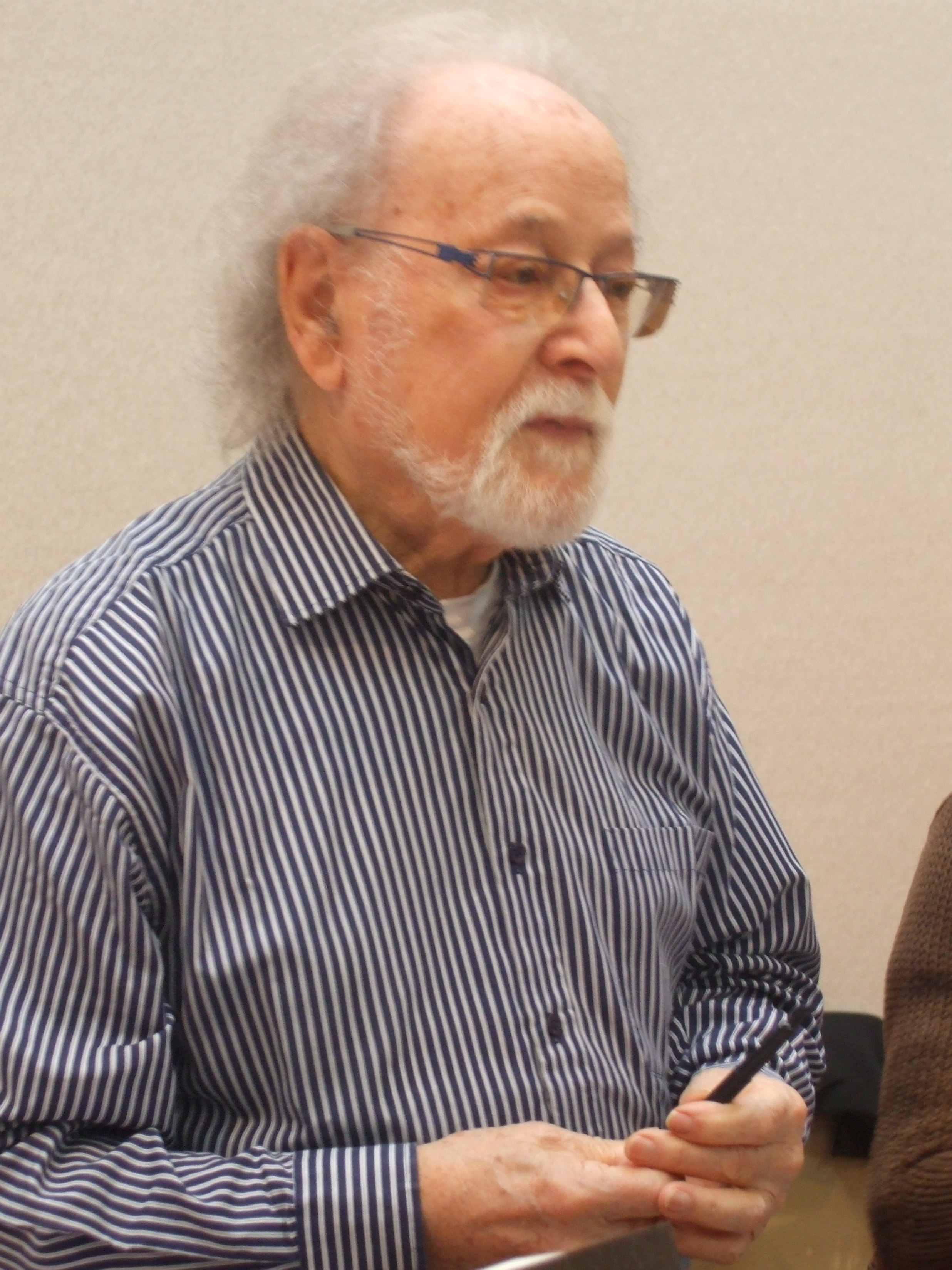
Michel Peyramaure (2010)

Michel Peyramaure (* 30. Januar 1922 in Brive-la-Gaillarde, Département Corrèze; † 11. März 2023 ebenda) war ein französischer Journalist und Schriftsteller.

## Leben und Wirken
Michel Peyramaure kam am 30. Januar 1922 in der Kleinstadt Brive-la-Gaillarde im Département Corrèze als Sohn eines Druckereibesitzers zur Welt. Am Tag seiner Geburt begab sich seine Mutter bei einsetzenden Wehen zu ihrer Schwiegermutter, die Concierge im Theater der Stadt war. Michel Peyramaure wurde in der Dienstwohnung seiner Großmutter im Theatergebäude geboren, wo an jenem Abend eine Oper gespielt wurde.
Nach Abschluss seiner Schulzeit begann Peyramaure in der Druckerei seines Vaters zu arbeiten. Seine ersten literarischen Versuche (Gedichte) fielen in diese Zeit und wurden auch von ihm selbst gedruckt.
Später wurde er Journalist und arbeitete unter anderem bei den Blättern Centre Presse, Le Populaire du Centre und bei der Tageszeitung La Montagne, wo er als Lokalreporter tätig war. Parallel zu seinem Brotberuf war er als Schriftsteller tätig. 1954 erschien sein erster veröffentlichter Roman, Paradis entre quatre murs, im folgenden Jahr der Roman Le Bal des ribauds, der als sein erster Erfolg gilt.
Peyramaure veröffentlichte mehr als 100 Bücher. Er gilt als Spezialist für historische Romane und Biographien historischer Personen. Seine Biographien von Heinrich IV., Ludwig XVI. und Napoleon gelten als Standardwerke. Seine Bücher wurden in 15 Sprachen übersetzt.
Zusammen mit seinen Kollegen Claude Michelet und Denis Tillinac gründete Peyramaure in den 1980er Jahren den literarischen Zirkel École de Brive, speziell um die regionale Literatur seiner Heimat zu fördern. Er war auch Mitgründer der Buchmesse von Brive, die von nationaler Bedeutung ist.
Peyramaure starb am 11. März 2023 im Alter von 101 Jahren in seiner Geburtsstadt Brive.

## Verfilmungen
Einige Romane Peyramaures wurden für das Fernsehen adaptiert, so L’Orange de Noël, der 1996 von dem Regisseur Jean-Louis Lorenzi für den Fernsehsender France 2 verfilmt wurde. Lorenzi adaptierte auch Peyramaures Roman Le bal des célibataires für das Fernsehen.

## Rezeption in der Fiktion
Claude Michelet gestaltete in seiner Romanserie Des grives aux loups die Figur eines stets von seinem Hund begleiteten Journalisten nach dem Vorbild Michel Peyramaures, mit dem er befreundet war.

## Ehrungen